# وندیش افرن
وندیش فرن (به آلمانی: Wendisch Evern) یک شهر در آلمان است که در لونبورگ واقع شده‌است. وندیش فرن ۱٬۷۵۸ نفر جمعیت دارد.